# Argyrodes weyrauchi
Argyrodes weyrauchi es una especie de arácnido del orden de la arañas (Araneae) y de la familia Theridiidae. Vive en Perú.
- Datos: Q2070891